# Rebekka Salfelder
Rebekka Salfelder (* 23. Juli 2004) ist eine deutsche Fußballspielerin. 

## Karriere
Salfelder begann in Lauf an der Pegnitz beim dort ansässigen Mehrspartensportverein SK Lauf mit dem Fußballspielen, bevor sie sich nach Wendelstein im Landkreis Roth begab und dort das Fußballspielen in der Juniorenfördergemeinschaft fortsetzte. Im Alter von 15 Jahren stieß sie zum 1. FC Nürnberg, für den sie in der seinerzeitigen Gruppe 2 der drittklassigen Regionalliga Süd alle vier ausgetragenen Punktspiele in der aufgrund der COVID19-Pandemie abgebrochenen Saison bestritt. Sie debütierte im Alter von 16 Jahren am 20. September 2020 (4. Spieltag) beim 2:0-Sieg im Auswärtsspiel gegen den FFC Wacker München 90 Minuten lang. Eine Woche später debütierte sie auch im Wettbewerb um den DFB-Pokal, als sie mit ihrer Mannschaft in der 1. Runde beim viertklassigen SC Opel Rüsselsheim mit 4:5 im Elfmeterschießen aus dem Wettbewerb schied. Mit ihrer Mannschaft stieg sie in die 2. Bundesliga auf, da sie den besten Quotienten aller auf zwei Gruppen aufgeteilten 15 Mannschaften aufwies.
Nachdem sie in dieser Spielklasse von 2021 bis 2023 mit drei Toren in 46 Punktspielen zum zweiten Platz beigetragen hatte, stieg sie mit ihrer Mannschaft erneut auf.

## Erfolge
- Zweiter 2. Bundesliga 2023 und Aufstieg in die Bundesliga
- Sieger Regionalliga, Staffel Süd 2021 und Aufstieg in die 2. Bundesliga